# Séverin Ayao Kansa
Séverin Ayao Kansa, est un athlète handisport togolais, spécialiste du saut en hauteur dans la catégorie T47 (dont le mouvement d’un bras est limité). Médaillé d'Or à Marrakech en avril 2024, il est l'unique représentant  du Togo aux Jeux paralympique d'été de 2024 à Paris en France. 

## Biographie

### Carrière sportive

#### Badminton
Il remporte la médaille d'argent en simple hommes SU5 et la médaille de bronze en double hommes SU5 aux Championnats d'Afrique 2023 à Kampala.

#### Athlétisme
Sévérin Ayao Kansa participe pour la première fois à une compétition internationale lors des Jeux de la solidarité islamique de 2021 en Turquie où il rentre bédouille. En avril 2024, il remporte la médaille d'Or en réalisant un saut de 1,79m au 8e grand prix du Marrakech au Maroc. Il se qualifie ainsi pour les jeux paralympiques de 2024,,.

## Distinctions
Avril 2024: au 8e grand prix du Marrakech au Maroc.